# Blaundos
Blaundos (en llatí Blaundus, en grec Βλαῦνδος) era una ciutat de Frígia que va sorgir sota dominació romana. Probablement és el mateix lloc que Claudi Ptolemeu anomena Baleandrus.
Correspon probablement a l'actual Sülümenli, un poble situat 20 km al sud d'Uşak. Es conserven algunes restes romanes: alguna tomba, una acròpoli, un temple, diversos edificis, una part d'un aqüeducte i les restes d'un teatre; també queden restes de la via romana i una porta a cada costat de la qual hi ha una torre quadrada construïda pels romans d'Orient i restes d'una muralla. Per les ruïnes que es conserven devia ser un lloc important
La Taula de Peutinger menciona una ciutat amb el nom de Clanudda, que és probablement la mateixa amb el nom deformat, i la situa a la via que anava de Dorilèon a Filadelfia. Una moneda de Blaundus porta el nom Mlaundus però la ml es deforma en grec a kl el que donaria fàcilment Klaundus, d'on provindria Clanudda.